# Palazzo Chigi-Odescalchi

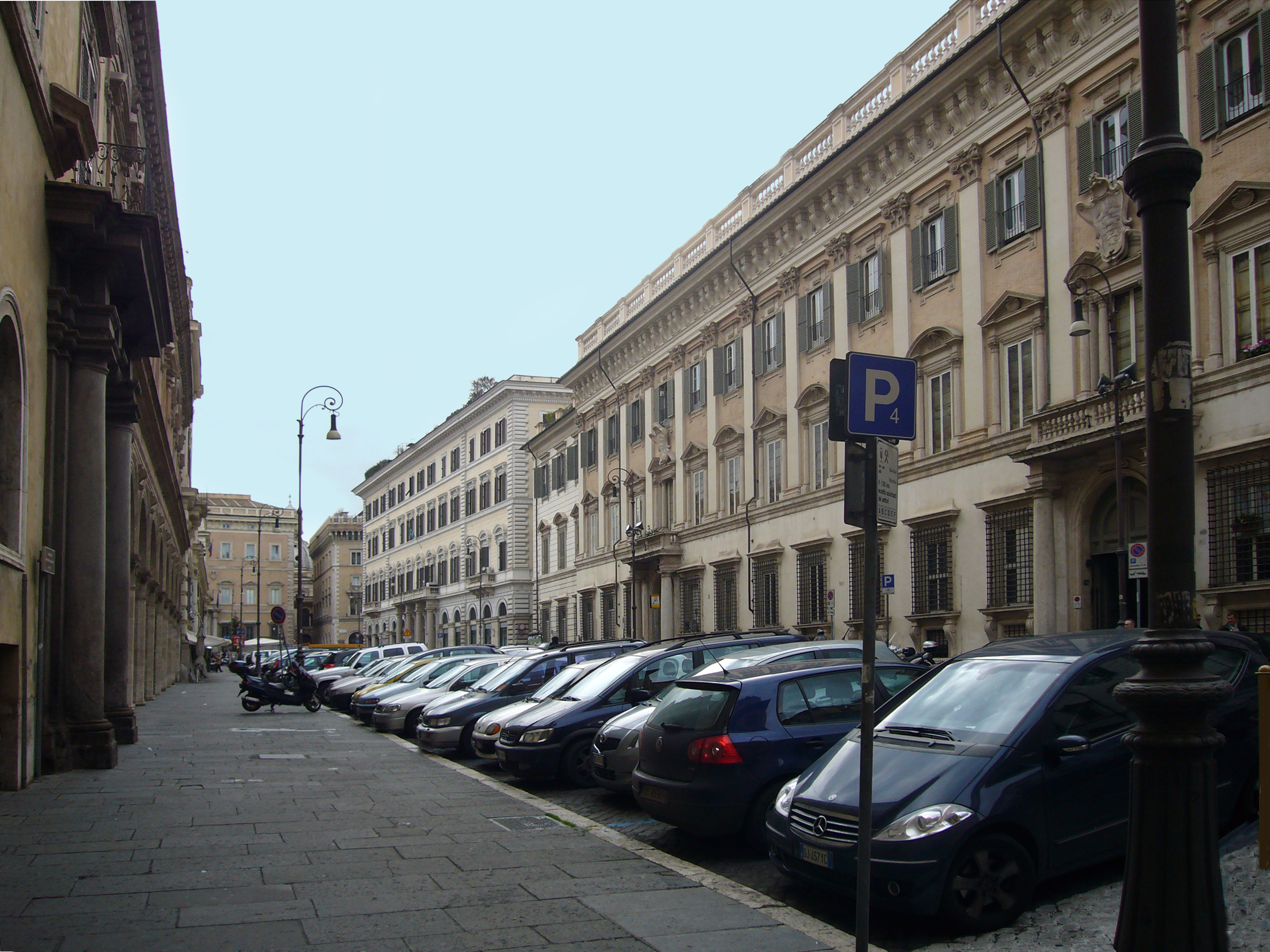
Palazzo Chigi-Odescalchi.

Palazzo Chigi-Odescalchi är ett palats i Rom, beläget vid Piazza dei Santi Apostoli, känt i Sverige som en förebild för Stockholms slotts östra fasad.

## Historik
Den ursprungliga byggnaden byggdes om av Carlo Maderno. 1661 tog kardinal Flavio Chigi över byggnaden, och en betydande ombyggnad utfördes av Giovanni Lorenzo Bernini cirka 1665. 1699 flyttade den polska drottningen Marie Casimire Louise de la Grange d'Arquien in. 1745 övertogs palatset av prins Baldassare Odescalchi. 1887 brandskadades byggnaden, och fasaden på Piazza Santi Apostoli återställdes, medan den mot Via del Corso uppfördes av Raffaello Ojetti.

## Plagiat

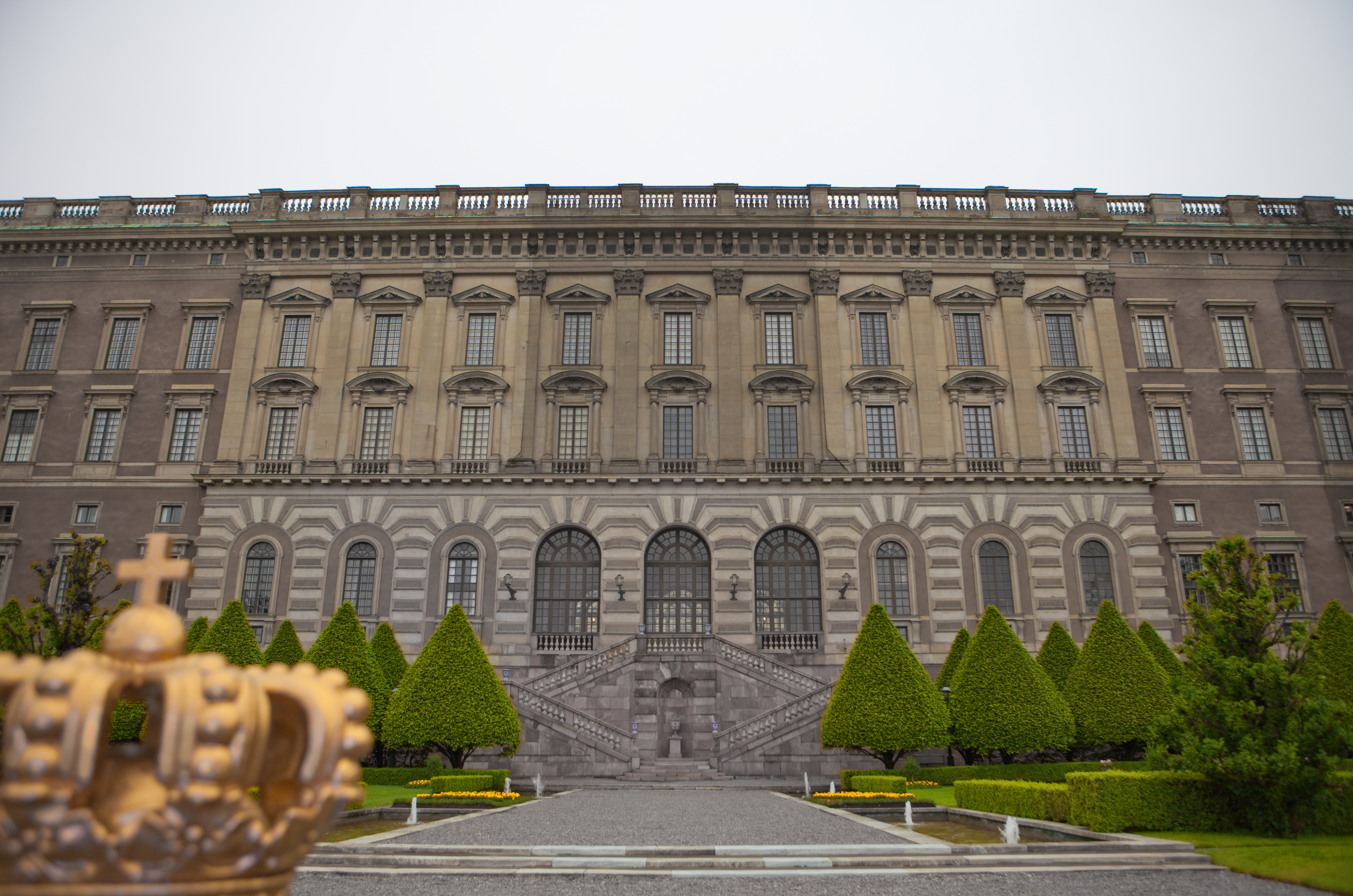
Stockholms slotts östra fasad, inspirerad av Palazzo Chigi.

Palatsets sextonhundratalsfasad anses vara en förebild för andra italienska och europeiska barockpalats, och fanns även med i orealiserade planer för Louvren. Palatsets fasad låg även till grund för den östra fasaden på Stockholms slott, ritat av Nicodemus Tessin den yngre, som studerat vid Berninis kontor.